# 陶瓷基复合材料

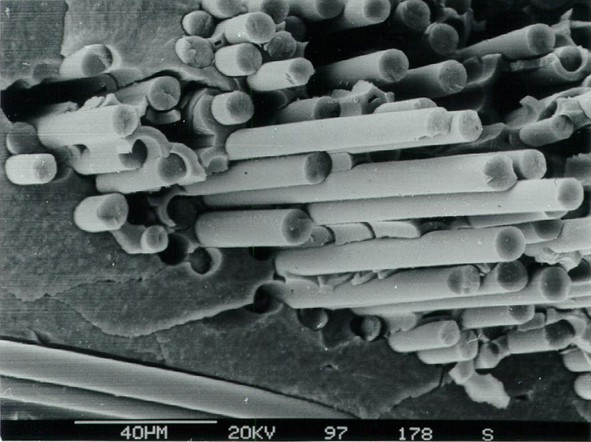
Fracture surface of a fiber-reinforced ceramic composed of SiC fibers and SiC matrix. The fiber pull-out mechanism shown is the key to CMC properties.

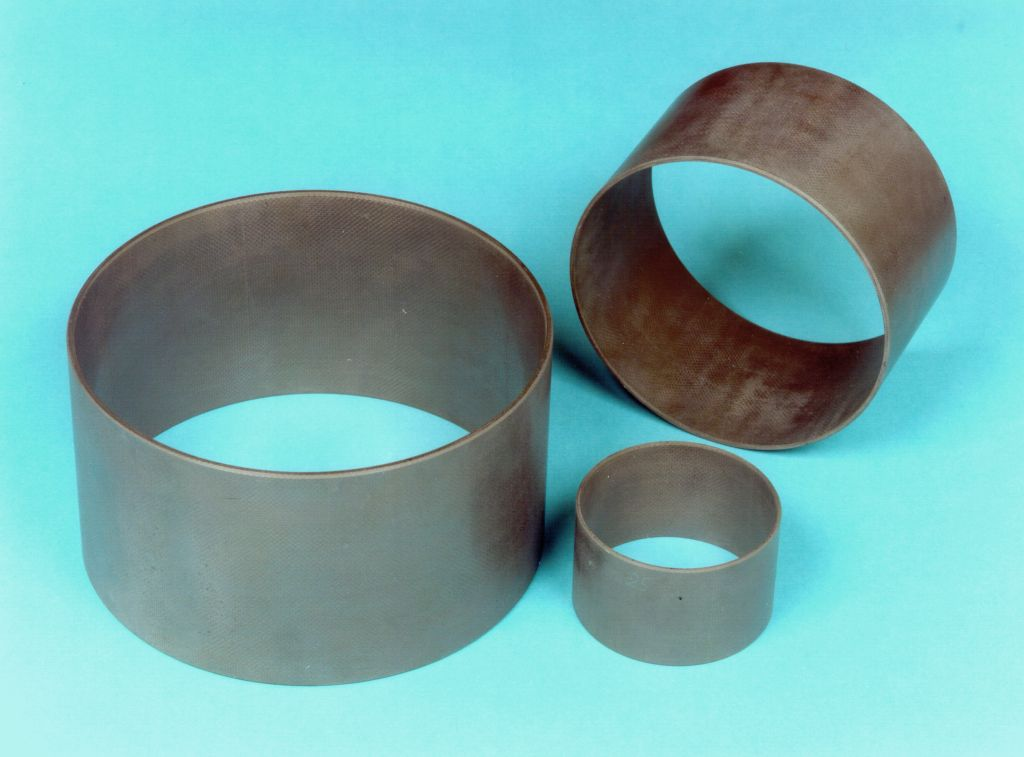
CMC shaft sleeves with outer diameters between 100 and 300 mm for ceramic slide bearings of pumps.

陶瓷基复合材料是有陶瓷成分的复合材料。这种材料有许许多多的陶瓷纤维通过某种排列复合在一起，形成陶瓷纤维增强陶瓷基材料。陶瓷基复合材料可以由任何一种陶瓷成分来构成，一般碳和碳纤维也被认为是陶瓷基复合材料。